# جام جهانی کشتی ۲۰۱۹ - آزاد مردان
مسابقه جام جهانی کشتی آزاد مردان در سال ۲۰۱۹ و در شهر یاکوتسک به تاریخ ۲۵ الی ۲۶ اسفند برگزار شد.

## مرحله گروهی
|  | تیم صعودکننده برای مکان ۱ |
|  | تیم صعودکننده برای مکان ۳ |
|  | تیم صعودکننده برای مکان ۵ |
|  | تیم صعودکننده برای مکان ۷ |

### گروه ۱
| تیم   | بازی | برد | باخت |
| ----- | ---- | --- | ---- |
| روسیه | ۳    | ۳   | ۰    |
| ژاپن  | ۳    | ۲   | ۱    |
| کوبا  | ۳    | ۱   | ۲    |
| ترکیه | ۳    | ۰   | ۳    |

| روسیه ۹ - ۱ کوبا | روسیه ۹ - ۱ کوبا   | روسیه ۹ - ۱ کوبا | روسیه ۹ - ۱ کوبا  |
| وزن              | روسیه              | نتیجه            | کوبا              |
| ---------------- | ------------------ | ---------------- | ----------------- |
| ۵۷ ک‌گ            | آریان چیوترین      | ۸ – ۳            | رینیری اندریو     |
| ۶۱ ک‌گ            | زلیمخان آباکاروف   | ۵ – ۵            | یولیس بون         |
| ۶۵ ک‌گ            | گادژیمراد رشیدوف   | –                | بدون کشتی گیر     |
| ۷۰ ک‌گ            | دیوید بائف         | ۱۰ – ۰           | فرانکلین مارن     |
| ۷۴ ک‌گ            | زائوربک سیداکوف    | ۲ض‌ف – ۰          | گیاندری گارزون    |
| ۷۹ ک‌گ            | خوسی سوینچف        | ۱۲ – ۱           | رینیر پرز         |
| ۸۶ ک‌گ            | دوران کوراگلیف     | ۴ – ۰            | یوریسکی توربلانسه |
| ۹۲ ک‌گ            | ماگومد قربان‌اف     | ۹ – ۷            | لازارو هرناندز    |
| ۹۷ ک‌گ            | ولادیسلاو بایتسایف | ۴ – ۰            | رینیریس سالاس     |
| ۱۲۵ ک‌گ           | زلیمخان خیزریف     | ۱۰ – ۰           | اسکار پینو        |

| ژاپن ۸ - ۲ ترکیه | ژاپن ۸ - ۲ ترکیه | ژاپن ۸ - ۲ ترکیه | ژاپن ۸ - ۲ ترکیه |
| وزن              | ژاپن             | نتیجه            | ترکیه            |
| ---------------- | ---------------- | ---------------- | ---------------- |
| ۵۷ ک‌گ            | یوکی تاکاهاشی    | ۱۳ – ۲           | علی کارابوگا     |
| ۶۱ ک‌گ            | یودای فوجیتا     | ۵ – ۱            | منیر رجب آگتاس   |
| ۶۵ ک‌گ            | دایچی تاکاتانی   | –                | بدون کشتی گیر    |
| ۷۰ ک‌گ            | کوجیرو شیگا      | ۲ – ۷            | سرهات ارصلان     |
| ۷۴ ک‌گ            | یوتو میوا        | ۴ – ۳            | ناظیم کارا       |
| ۷۹ ک‌گ            | یوتا آبه         | ۳ – .            | عبدالقدیر اوزمن  |
| ۸۶ ک‌گ            | سوساکه تاکاتانی  | ۶ض‌ف – ۰          | فاتح اردین       |
| ۹۲ ک‌گ            | آتسوشی ماتسوموتو | ۲ – ۱            | سلیمان کارادنیز  |
| ۹۷ ک‌گ            | نائویا آکاگوما   | ۶ – ۳            | علی بون‌کئوغلو    |
| ۱۲۵ ک‌گ           | نوبویوشی آراکیدا | ۰ – ۳            | عبدالله اومک     |

| روسیه ۸ - ۲ ژاپن | روسیه ۸ - ۲ ژاپن   | روسیه ۸ - ۲ ژاپن | روسیه ۸ - ۲ ژاپن   |
| وزن              | روسیه              | نتیجه            | ژاپن               |
| ---------------- | ------------------ | ---------------- | ------------------ |
| ۵۷ ک‌گ            | مسلم سعدالله‌یف     | ۱ – ۲            | یوکی تاکاهاشی      |
| ۶۱ ک‌گ            | زلیمخان آباکاروف   | ۲ – ۲            | یودای فوجیتا       |
| ۶۵ ک‌گ            | گادژیمراد رشیدوف   | ۱۰ – ۰           | دایچی تاکاتانی     |
| ۷۰ ک‌گ            | آنزور زاکویف       | ۱۱ – ۰           | کوجیرو شیگا        |
| ۷۴ ک‌گ            | تیمور بیژویف       | ۱۱ – ۰           | یوتو میوا          |
| ۷۹ ک‌گ            | ماگومد رمضان‌اف     | ۱۰ – ۰           | یوتا آبه           |
| ۸۶ ک‌گ            | ولادیسلاو والیف    | ۶ – ۴            | سوساکه تاکاتانی    |
| ۹۲ ک‌گ            | علیخان جبرائیلوف   | ۱۰ – ۰           | آتسوشی ماتسوموتو   |
| ۹۷ ک‌گ            | ولادیسلاو بایتسایف | ۶ – ۲            | نائویا آکاگوما     |
| ۱۲۵ ک‌گ           | پاول کریفتسوف      | ۱۰ – ۰           | کاتسوتوشی کانازاوا |

| کوبا ۶ - ۳ ترکیه | کوبا ۶ - ۳ ترکیه  | کوبا ۶ - ۳ ترکیه | کوبا ۶ - ۳ ترکیه |
| وزن              | کوبا              | نتیجه            | ترکیه            |
| ---------------- | ----------------- | ---------------- | ---------------- |
| ۵۷ ک‌گ            | رینیری اندریو     | ۵ – ۲            | علی کارابوگا     |
| ۶۱ ک‌گ            | یولیس بون         | ۱ – ۷            | منیر رجب آگتاس   |
| ۶۵ ک‌گ            | والدس توبیر       | دیسکالیفه        | چنگیز ارودغان    |
| ۷۰ ک‌گ            | فرانکلین مارن     | ۳ – ۰            | سرهات ارصلان     |
| ۷۴ ک‌گ            | گیاندری گارزون    | ۲ – ۱۲           | ناظیم کارا       |
| ۷۹ ک‌گ            | رینیر پرز         | ۲ – ۸ض‌ف          | عبدالقدیر اوزمن  |
| ۸۶ ک‌گ            | یوریسکی توربلانسه | –                | بدون کشتی گیر    |
| ۹۲ ک‌گ            | لازارو هرناندز    | ۴ – ۴            | سلیمان کارادنیز  |
| ۹۷ ک‌گ            | رینیریس سالاس     | ۱۱ – ۷           | علی بون‌کئوغلو    |
| ۱۲۵ ک‌گ           | اسکار پینو        | ۸ – ۱            | عبدالله اومک     |

| روسیه ۱۰ - ۰ ترکیه | روسیه ۱۰ - ۰ ترکیه | روسیه ۱۰ - ۰ ترکیه | روسیه ۱۰ - ۰ ترکیه |
| وزن                | روسیه              | نتیجه              | ترکیه              |
| ------------------ | ------------------ | ------------------ | ------------------ |
| ۵۷ ک‌گ              | مسلم سعدالله‌یف     | ۶ض‌ف – ۱            | علی کارابوگا       |
| ۶۱ ک‌گ              | رمضان فرض‌علی‌اف     | ۱۱ – ۲             | منیر رجب آگتاس     |
| ۶۵ ک‌گ              | ویکتور راسادین     | –                  | بدون کشتی‌گیر       |
| ۷۰ ک‌گ              | آنزور زاکویف       | ۶ – ۲              | سرهات ارصلان       |
| ۷۴ ک‌گ              | تیمور بیژویف       | ۱۲ض‌ف – ۰           | ناظیم کارا         |
| ۷۹ ک‌گ              | خوسی سوینچف        | ۸ – ۰              | عبدالقدیر اوزمن    |
| ۸۶ ک‌گ              | ولادیسلاو والیف    | –                  | بدون کشتی‌گیر       |
| ۹۲ ک‌گ              | علیخان جبرائیلوف   | ۴ – ۰              | سلیمان کارادنیز    |
| ۹۷ ک‌گ              | رسول ماگومدوف      | ۴ – ۰              | علی بون‌کئوغلو      |
| ۱۲۵ ک‌گ             | پاول کریفتسوف      | ۲ – ۱              | عبدالله اومک       |

| کوبا ۵ - ۵.برنده ژاپن | کوبا ۵ - ۵.برنده ژاپن | کوبا ۵ - ۵.برنده ژاپن | کوبا ۵ - ۵.برنده ژاپن |
| وزن                   | کوبا                  | نتیجه                 | ژاپن                  |
| --------------------- | --------------------- | --------------------- | --------------------- |
| ۵۷ ک‌گ                 | رینیری اندریو         | ۲ – ۲                 | یوکی تاکاهاشی         |
| ۶۱ ک‌گ                 | یولیس بون             | ۱ – ۱                 | یودای فوجیتا          |
| ۶۵ ک‌گ                 | بدون کشتی‌گیر          | –                     | دایچی تاکاتانی        |
| ۷۰ ک‌گ                 | فرانکلین مارن         | ۲ – ۶                 | کوجیرو شیگا           |
| ۷۴ ک‌گ                 | گیاندری گارزون        | ۲ – ۶ض‌ف               | یوتو میوا             |
| ۷۹ ک‌گ                 | رینیر پرز             | ۴ – ۱۴                | یوتا آبه              |
| ۸۶ ک‌گ                 | یوریسکی توربلانسه     | ۵ – ۱۰                | سوساکه تاکاتانی       |
| ۹۲ ک‌گ                 | لازارو هرناندز        | ۱۰ – ۵                | آتسوشی ماتسوموتو      |
| ۹۷ ک‌گ                 | رینیریس سالاس         | ۸ – ۰                 | نائویا آکاگوما        |
| ۱۲۵ ک‌گ                | اسکار پینو            | ۹ض‌ف – ۰               | کاتسوتوشی کانازاوا    |

### گروه ۲
| تیم                 | بازی | برد | باخت |
| ------------------- | ---- | --- | ---- |
| ایران               | ۳    | ۳   | ۰    |
| ایالات متحده آمریکا | ۳    | ۲   | ۱    |
| مغولستان            | ۳    | ۱   | ۲    |
| گرجستان             | ۳    | ۰   | ۳    |

| ایالات متحده آمریکا َ۷ - ۳ گرجستان | ایالات متحده آمریکا َ۷ - ۳ گرجستان | ایالات متحده آمریکا َ۷ - ۳ گرجستان | ایالات متحده آمریکا َ۷ - ۳ گرجستان |
| وزن                               | ایالات متحده آمریکا               | نتیجه                             | گرجستان                           |
| --------------------------------- | --------------------------------- | --------------------------------- | --------------------------------- |
| ۵۷ ک‌گ                             | زاچ ساندرس                        | ۱ – ۳                             | لاشا لومتادزه                     |
| ۶۱ ک‌گ                             | نیکو مگالودیس                     | ۱۲ – ۲                            | تورنیکه کاتامادزه                 |
| ۶۵ ک‌گ                             | زاین رترفورد                      | ۹ – ۲                             | امیران واختانگاشویلی              |
| ۷۰ ک‌گ                             | جیسون چامبرلاین                   | ۱۰ – ۰                            | میرزا سخولوخیا                    |
| ۷۴ ک‌گ                             | ایسایا مارتینز                    | ۱۰ – ۶                            | زورابی اربوتسوناشویلی             |
| ۷۹ ک‌گ                             | توماس گانت                        | ۰ – ۱۱                            | داویت خوتسیشویلی                  |
| ۸۶ ک‌گ                             | ساموئل بروکسب                     | ۹ض‌ف – ۰                           | تارزان مایسورادزه                 |
| ۹۲ ک‌گ                             | هایدن زیلمر                       | ۰ – ۳                             | داتو مارساگیشویلی                 |
| ۹۷ ک‌گ                             | کوین گادسون                       | ۲ – ۰                             | ماموکا کودرزایا                   |
| ۱۲۵ ک‌گ                            | آنتونی نلسون                      | ۶ – ۰                             | رولاندی آندریادزه                 |

| ایران ۹ - ۱ مغولستان | ایران ۹ - ۱ مغولستان | ایران ۹ - ۱ مغولستان | ایران ۹ - ۱ مغولستان   |
| وزن                  | مغولستان             | نتیجه                | ایران                  |
| -------------------- | -------------------- | -------------------- | ---------------------- |
| ۵۷ ک‌گ                | علیرضا سرلک          | ۳ – ۲                | تووشینتولگا تومنبیلگ   |
| ۶۱ ک‌گ                | ایمان صادقی          | ۰ – ۴                | بخبایار اردنبات        |
| ۶۵ ک‌گ                | مرتضی قیاسی          | ۸ – ۳                | باتمانگی باتچولون      |
| ۷۰ ک‌گ                | میثم نصیری           | ۷ض‌ف – ۳              | مانداخناران گانزوریگ   |
| ۷۴ ک‌گ                | رضا افضلی            | ۷ – ۰                | بیامباسورنجین بت-اردن  |
| ۷۹ ک‌گ                | مجتبی اصغری          | ۱۱ – ۰               | اونوربات پروجاو        |
| ۸۶ ک‌گ                | مرصاد مرغزاری        | ۵ – ۳                | یوتیومن اورگودول       |
| ۹۲ ک‌گ                | محمدجواد ابراهیمی    | ۱۰ – ۰               | اولزیسایخان باسانتسوگت |
| ۹۷ ک‌گ                | علیرضا گودرزی        | ۱۰ – ۰               | لوساندورجیان تورتوگتوخ |
| ۱۲۵ ک‌گ               | کمیل قاسمی           | ۱۱ض‌ف – ۰             | خودربولگا دورجخاندین   |

| ایالات متحده آمریکا ۵ - ۵.برنده ایران | ایالات متحده آمریکا ۵ - ۵.برنده ایران | ایالات متحده آمریکا ۵ - ۵.برنده ایران | ایالات متحده آمریکا ۵ - ۵.برنده ایران |
| وزن                                   | ایالات متحده آمریکا                   | نتیجه                                 | ایران                                 |
| ------------------------------------- | ------------------------------------- | ------------------------------------- | ------------------------------------- |
| ۵۷ ک‌گ                                 | زاچ ساندرس                            | ۳ – ۴                                 | علیرضا سرلک                           |
| ۶۱ ک‌گ                                 | نیکو مگالودیس                         | ۱۲ – ۰                                | ایمان صادقی                           |
| ۶۵ ک‌گ                                 | زاین رترفورد                          | ۶ – ۱                                 | مرتضی قیاسی                           |
| ۷۰ ک‌گ                                 | جیسون چامبرلاین                       | ۰ – ۳                                 | میثم نصیری                            |
| ۷۴ ک‌گ                                 | ایسایا مارتینز                        | ۶ – ۲                                 | رضا افضلی                             |
| ۷۹ ک‌گ                                 | توماس گانت                            | ۱۱ – ۶                                | مجتبی اصغری                           |
| ۸۶ ک‌گ                                 | ساموئل بروکس                          | ۴– ۵ض‌ف                                | مرصاد مرغزاری                         |
| ۹۲ ک‌گ                                 | هایدن زیلمر                           | ۶ – ۴                                 | محمدجواد ابراهیمی                     |
| ۹۷ ک‌گ                                 | کوین گادسون                           | ۰ – ۴                                 | علیرضا گودرزی                         |
| ۱۲۵ ک‌گ                                | آنتونی نلسون                          | ۲ – ۶                                 | کمیل قاسمی                            |

| گرجستان ۵ - ۵.برنده مغولستان | گرجستان ۵ - ۵.برنده مغولستان | گرجستان ۵ - ۵.برنده مغولستان | گرجستان ۵ - ۵.برنده مغولستان |
| وزن                          | گرجستان                      | نتیجه                        | مغولستان                     |
| ---------------------------- | ---------------------------- | ---------------------------- | ---------------------------- |
| ۵۷ ک‌گ                        | لاشا لومتادزه                | ۸ – ۸                        | تووشینتولگا تومنبیلگ         |
| ۶۱ ک‌گ                        | تورنیکه کاتامادزه            | ۰ – ۱۰                       | اوتگونباتار گانسوخ           |
| ۶۵ ک‌گ                        | امیران واختانگاشویلی         | ۲ – ۹                        | باتمانگی باتچولون            |
| ۷۰ ک‌گ                        | میرزا سخولوخیا               | ۵ – ۱۶                       | انخبایارین بیامبادورج        |
| ۷۴ ک‌گ                        | زورابی اربوتسوناشویلی        | ۶ – ۴                        | بیامباسورنجین بت-اردن        |
| ۷۹ ک‌گ                        | داویت خوتسیشویلی             | ۶ – ۲                        | بیامباسورن بت-اردن           |
| ۸۶ ک‌گ                        | تارزان مایسورادزه            | ۳ – ۴                        | یوتیومن اورگودول             |
| ۹۲ ک‌گ                        | داتو مارساگیشویلی            | ۱۱ – ۰                       | اولزیسایخان باسانتسوگت       |
| ۹۷ ک‌گ                        | ماموکا کودرزایا              | ۳ – ۱                        | باتزول اولزیسایخان           |
| ۱۲۵ ک‌گ                       | رولاندی آندریادزه            | ۱ – ۱                        | مونختورین لخاگواگرل          |

| ایالات متحده آمریکا ۸ - ۲ مغولستان | ایالات متحده آمریکا ۸ - ۲ مغولستان | ایالات متحده آمریکا ۸ - ۲ مغولستان | ایالات متحده آمریکا ۸ - ۲ مغولستان |
| وزن                                | ایالات متحده آمریکا                | نتیجه                              | مغولستان                           |
| ---------------------------------- | ---------------------------------- | ---------------------------------- | ---------------------------------- |
| ۵۷ ک‌گ                              | زین ریچاردز                        | ۰ – ۶                              | تووشینتولگا تومنبیلگ               |
| ۶۱ ک‌گ                              | نیکو مگالودیس                      | ۶ – ۱                              | بخبایار اردنبات                    |
| ۶۵ ک‌گ                              | زاین رترفورد                       | ۱۰ – ۰                             | باتمانگی باتچولون                  |
| ۷۰ ک‌گ                              | جیسون چامبرلاین                    | ۱۰ – ۰                             | انخبایارین بیامبادورج              |
| ۷۴ ک‌گ                              | ایسایا مارتینز                     | ۱۱ – ۰                             | بیامباسورنجین بت-اردن              |
| ۷۹ ک‌گ                              | توماس گانت                         | ۱۴ – ۳                             | بیامباسورن بت-اردن                 |
| ۸۶ ک‌گ                              | ساموئل بروکس                       | ۰ – ۶ض‌ف                            | یوتیومن اورگودول                   |
| ۹۲ ک‌گ                              | هایدن زیلمر                        | ۱۱ – ۰                             | اولزیسایخان باسانتسوگت             |
| ۹۷ ک‌گ                              | کوین گادسون                        | ۸ – ۰                              | باتزول اولزیسایخان                 |
| ۱۲۵ ک‌گ                             | آنتونی نلسون                       | ۹ – ۰                              | مونختورین لخاگواگرل                |

| گرجستان ۲ - ۸ ایران | گرجستان ۲ - ۸ ایران   | گرجستان ۲ - ۸ ایران | گرجستان ۲ - ۸ ایران |
| وزن                 | گرجستان               | نتیجه               | ایران               |
| ------------------- | --------------------- | ------------------- | ------------------- |
| ۵۷ ک‌گ               | بدون کشتی‌گیر          | –                   | علیرضا سرلک         |
| ۶۱ ک‌گ               | بدون کشتی‌گیر          | –                   | ایمان صادقی         |
| ۶۵ ک‌گ               | امیران واختانگاشویلی  | ۰ – ۸ض‌ف             | مرتضی قیاسی         |
| ۷۰ ک‌گ               | میرزا سخولوخیا        | ۲ – ۱۲              | میثم نصیری          |
| ۷۴ ک‌گ               | زورابی اربوتسوناشویلی | ۰ – ۱۰ض‌ف            | رضا افضلی           |
| ۷۹ ک‌گ               | داویت خوتسیشویلی      | ۲ – ۱               | مجتبی اصغری         |
| ۸۶ ک‌گ               | تارزان مایسورادزه     | ۸ – ۱۲              | مرصاد مرغزاری       |
| ۹۲ ک‌گ               | داتو مارساگیشویلی     | ۶ – ۲               | حسین شهبازی         |
| ۹۷ ک‌گ               | ماموکا کودرزایا       | ۰ – ۳               | علیرضا گودرزی       |
| ۱۲۵ ک‌گ              | رولاندی آندریادزه     | ۰ – ۱۰              | کمیل قاسمی          |

## مسابقات نهایی
| روسیه ۹ - ۱ ایران | روسیه ۹ - ۱ ایران  | روسیه ۹ - ۱ ایران | روسیه ۹ - ۱ ایران |
| وزن               | روسیه              | نتیجه             | ایران             |
| ----------------- | ------------------ | ----------------- | ----------------- |
| ۵۷ ک‌گ             | آریان چیوترین      | ۱۱ – ۲            | علیرضا سرلک       |
| ۶۱ ک‌گ             | رمضان فرض‌علی‌اف     | ۸ – ۲             | ایمان صادقی       |
| ۶۵ ک‌گ             | ویکتور راسادین     | ۱۰ – ۲            | مرتضی قیاسی       |
| ۷۰ ک‌گ             | دیوید بائف         | ۶ – ۱             | میثم نصیری        |
| ۷۴ ک‌گ             | زائوربک سیداکوف    | ۶ – ۰             | رضا افضلی         |
| ۷۹ ک‌گ             | ماگومد رمضان‌اف     | ۴ض‌ف – ۰           | مجتبی اصغری       |
| ۸۶ ک‌گ             | دوران کوراگلیف     | ۱۰ – ۰            | مرصاد مرغزاری     |
| ۹۲ ک‌گ             | ماگومد قربان‌اف     | ۱ – ۲             | محمدجواد ابراهیمی |
| ۹۷ ک‌گ             | ولادیسلاو بایتسایف | ۲ – ۱             | علی شعبانی        |
| ۱۲۵ ک‌گ            | زلیمخان خیزریف     | ۱۰ – ۰            | امین طاهری        |

| ایالات متحده آمریکا ۶ - ۴ ژاپن | ایالات متحده آمریکا ۶ - ۴ ژاپن | ایالات متحده آمریکا ۶ - ۴ ژاپن | ایالات متحده آمریکا ۶ - ۴ ژاپن |
| وزن                            | ایالات متحده آمریکا            | نتیجه                          | ژاپن                           |
| ------------------------------ | ------------------------------ | ------------------------------ | ------------------------------ |
| ۵۷ ک‌گ                          | زاچ ساندرس                     | –                              | بدون کشتی‌گیر                   |
| ۶۱ ک‌گ                          | نیکو مگالودیس                  | ۴ – ۴                          | یودای فوجیتا                   |
| ۶۵ ک‌گ                          | زاین رترفورد                   | ۱۰ – ۰                         | دایچی تاکاتانی                 |
| ۷۰ ک‌گ                          | جیسون چامبرلاین                | ۳ – ۵                          | کوجیرو شیگا                    |
| ۷۴ ک‌گ                          | ایسایا مارتینز                 | ۱۰ – ۰                         | یوتو میوا                      |
| ۷۹ ک‌گ                          | توماس گانت                     | ۲ – ۳                          | یوتا آبه                       |
| ۸۶ ک‌گ                          | ساموئل بروکس                   | ۳ – ۱۴                         | سوساکه تاکاتانی                |
| ۹۲ ک‌گ                          | هایدن زیلمر                    | ۱۰ – ۰                         | آتسوشی ماتسوموتو               |
| ۹۷ ک‌گ                          | کوین گادسون                    | ۳ – ۲                          | نائویا آکاگوما                 |
| ۱۲۵ ک‌گ                         | آنتونی نلسون                   | ۵ – ۳                          | نوبویوشی آراکیدا               |

| کوبا ۶ - ۴ مغولستان | کوبا ۶ - ۴ مغولستان | کوبا ۶ - ۴ مغولستان | کوبا ۶ - ۴ مغولستان    |
| وزن                 | کوبا                | نتیجه               | مغولستان               |
| ------------------- | ------------------- | ------------------- | ---------------------- |
| ۵۷ ک‌گ               | رینیری اندریو       | ۱ – ۲               | تووشینتولگا تومنبیلگ   |
| ۶۱ ک‌گ               | یولیس بون           | ۳ – ۲               | اوتگونباتار گانسوخ     |
| ۶۵ ک‌گ               | بدون کشتی‌گیر        | –                   | باتمانگی باتچولون      |
| ۷۰ ک‌گ               | فرانکلین مارن       | ۴ – ۰               | انخبایارین بیامبادورج  |
| ۷۴ ک‌گ               | گیاندری گارزون      | ۳ – ۸ض‌ف             | بیامباسورنجین بت-اردن  |
| ۷۹ ک‌گ               | رینیر پرز           | ۱۰ – ۰              | بیامباسورن بت-اردن     |
| ۸۶ ک‌گ               | یوریسکی توربلانسه   | ۴ – ۴               | یوتیومن اورگودول       |
| ۹۲ ک‌گ               | لازارو هرناندز      | ۱۱ – ۰              | اولزیسایخان باسانتسوگت |
| ۹۷ ک‌گ               | رینیریس سالاس       | ۲ – ۰               | باتزول اولزیسایخان     |
| ۱۲۵ ک‌گ              | اسکار پینو          | ۵ – ۲               | خودربولگا دورجخاندین   |

| گرجستان ۸ - ۲ ترکیه | گرجستان ۸ - ۲ ترکیه   | گرجستان ۸ - ۲ ترکیه | گرجستان ۸ - ۲ ترکیه |
| وزن                 | گرجستان               | نتیجه               | ترکیه               |
| ------------------- | --------------------- | ------------------- | ------------------- |
| ۵۷ ک‌گ               | بدون کشتی‌گیر          | –                   | علی کارابوگا        |
| ۶۱ ک‌گ               | بدون کشتی‌گیر          | –                   | منیر رجب آگتاس      |
| ۶۵ ک‌گ               | امیران واختانگاشویلی  | –                   | بدون کشتی‌گیر        |
| ۷۰ ک‌گ               | میرزا سخولوخیا        | ۱۱ – ۰              | سرهات ارصلان        |
| ۷۴ ک‌گ               | زورابی اربوتسوناشویلی | ۱۱ – ۰              | ناظیم کارا          |
| ۷۹ ک‌گ               | داویت خوتسیشویلی      | ۷ – ۲               | عبدالقدیر اوزمن     |
| ۸۶ ک‌گ               | تارزان مایسورادزه     | –                   | بدون کشتی‌گیر        |
| ۹۲ ک‌گ               | داتو مارساگیشویلی     | ۶ – ۲               | سلیمان کارادنیز     |
| ۹۷ ک‌گ               | ماموکا کودرزایا       | ۹ – ۶               | علی بون‌کئوغلو       |
| ۱۲۵ ک‌گ              | رولاندی آندریادزه     | ۶ – ۵               | عبدالله اومک        |

## جدول رده‌بندی
| تیم                 | بازی | برد | باخت |
| ------------------- | ---- | --- | ---- |
| روسیه               | ۴    | ۴   | ۰    |
| ایران               | ۴    | ۳   | ۱    |
| ایالات متحده آمریکا | ۴    | ۳   | ۱    |
| ژاپن                | ۴    | ۲   | ۲    |
| کوبا                | ۴    | ۲   | ۲    |
| مغولستان            | ۴    | ۱   | ۳    |
| گرجستان             | ۴    | ۱   | ۳    |
| ترکیه               | ۴    | ۰   | ۴    |